# Liste des femmes membres du Parlement européen pour le Royaume-Uni
Il s'agit d'une liste de femmes qui étaient membres du Parlement européen représentant le Royaume-Uni. Outre ceux élus aux élections européennes, il comprend des membres nommés comme délégués entre 1973 et 1979.

## Liste desdéputées européennespour le Royaume-Uni
| Partie | Partie            | Portrait | Nom                   | Circonscription                                          | Mandat                           | Mandat                      | Raison                                              |
| ------ | ----------------- | -------- | --------------------- | -------------------------------------------------------- | -------------------------------- | --------------------------- | --------------------------------------------------- |
|        | Travailliste      |          | Betty Boothroyd       | Déléguer                                                 | 1975                             | 1977                        | Retraité                                            |
|        | Travailliste      |          | Gwyneth Dunwoody      | Déléguer                                                 | 1975                             | 1979                        | Retraité                                            |
|        | Conservateur      |          | Peggy Fenner (en)     | Déléguer                                                 | 1974                             | 1975                        | Retraité                                            |
|        | Travailliste      |          | Doris Fisher          | Déléguer                                                 | 1975                             | 1979                        | Retraité                                            |
|        | Conservateur      |          | Diana Elles           | Thames Valley                                            | 1979                             | 1989                        | Retraité                                            |
|        | SNP               |          | Winnie Ewing          | Highlands and Islands                                    | 1979                             | 1999                        | Retraité                                            |
|        | Conservateur      |          | Elaine Kellett-Bowman | Cumbria                                                  | 1979                             | 1984                        | Retraité                                            |
|        | Conservateur      |          | Beata Brookes         | North Wales                                              | 1979                             | 1989                        | Vaincu                                              |
|        | Travailliste      |          | Janey Buchan          | Glasgow                                                  | 1979                             | 1994                        | Retraité                                            |
|        | Travailliste      |          | Barbara Castle        | Greater Manchester                                       | 1979                             | 1989                        | Retraité                                            |
|        | Travailliste      |          | Ann Clwyd             | Mid and West Wales                                       | 1979                             | 1984                        | Démission                                           |
|        | Conservateur      |          | Norvela Forster       | Birmingham South                                         | 1979                             | 1984                        | Battu à Birmingham East                             |
|        | Conservateur      |          | Gloria Hooper         | Liverpool                                                | 1979                             | 1984                        | Battu à Merseyside West                             |
|        | Travailliste      |          | Joyce Quin            | Tyne South and Wear & Tyne and Wear                      | 1979                             | 1989                        | Retraité                                            |
|        | Conservateur      |          | Shelagh Roberts       | London South West                                        | 1979                             | 1989                        | Vaincu                                              |
|        | Travailliste      |          | Christine Crawley     | Birmingham East                                          | 1984                             | 1999                        | Retraité                                            |
|        | Conservateur      |          | Margaret Daly         | Somerset and Dorset West                                 | 1984                             | 1994                        | Vaincu à Somerset and North Devon                   |
|        | Conservateur      |          | Sheila Faith          | Cumbria and Lancashire North                             | 1984                             | 1989                        | Retraité                                            |
|        | Conservateur      |          | Caroline Jackson      | Wiltshire, Wiltshire North and Bath & South West England | 1984                             | 2009                        | Retraité                                            |
|        | Travailliste      |          | Carole Tongue         | London East                                              | 1984                             | 1999                        | Battu à London                                      |
|        | Travailliste      |          | Pauline Green         | London North & London                                    | 1989                             | 2000                        | Retraité                                            |
|        | Conservateur      |          | Anne McIntosh         | Essex North East & Essex North and Suffolk South         | 1989                             | 1999                        | Retraité                                            |
|        | Travailliste      |          | Christine Oddy        | Midlands Central                                         | 1989                             | 1999                        | Démission du parti travailliste                     |
|        | Indépendant       | 1999     | Christine Oddy        | Midlands Central                                         | 1999                             | Vaincu                      |                                                     |
|        | Travailliste      |          | Anita Pollack         | London South West                                        | 1989                             | 1999                        | Battu à London                                      |
|        | Conservateur      |          | Patricia Rawlings     | Essex South West                                         | 1989                             | 1994                        | Battu à Essex West and Hertfordshire East           |
|        | Travailliste      |          | Angela Billingham     | Northamptonshire and Blaby                               | 1994                             | 1999                        | Battu à East Midlands                               |
|        | Travailliste      |          | Veronica Hardstaff    | Lincolnshire and Humberside South                        | 1994                             | 1999                        | Battu à Yorkshire and the Humber                    |
|        | Travailliste      |          | Glenys Kinnock        | South Wales East & Wales                                 | 1994                             | 2009                        | Retraité                                            |
|        | Travailliste      |          | Eluned Morgan         | Mid and West Wales & Wales                               | 1994                             | 2009                        | Retraité                                            |
|        | Travailliste      |          | Susan Waddington      | Leicester                                                | 1994                             | 1999                        | Battu à Yorkshire and the Humber                    |
|        | Travailliste      |          | Linda McAvan          | Yorkshire and the Humber                                 | 1998                             | 2019                        | Démission                                           |
|        | Libéral Démocrate |          | Elspeth Attwooll      | Scotland                                                 | 1999                             | 2009                        | Retraité                                            |
|        | Plaid Cymru       |          | Jill Evans            | Wales                                                    | 1999                             | 2020                        | Le Royaume-Uni est sorti de l'UE                    |
|        | Conservateur      |          | Jacqueline Foster     | North West England                                       | 1999 & 2009                      | 2004 & 2019                 | Battu & retraité                                    |
|        | Travailliste      |          | Neena Gill            | West Midlands                                            | 1999 & 2014                      | 2009 & 2020                 | Battu & Le Royaume-Uni est sorti de l'UE            |
|        | Green             |          | Jean Lambert          | London                                                   | 1999                             | 2019                        | Retraité                                            |
|        | Green             |          | Caroline Lucas        | South East England                                       | 1999                             | 2010                        | Démission                                           |
|        | Libéral Démocrate |          | Sarah Ludford         | London                                                   | 1999                             | 2014                        | Vaincu                                              |
|        | Libéral Démocrate |          | Liz Lynne             | West Midlands                                            | 1999                             | 2012                        | Démission                                           |
|        | Libéral Démocrate |          | Emma Nicholson        | South East England                                       | 1999                             | 2009                        | Retraité                                            |
|        | Travailliste      |          | Catherine Stihler     | Scotland                                                 | 1999                             | 2019                        | Démission                                           |
|        | Conservateur      |          | Theresa Villiers      | London                                                   | 1999                             | 2005                        | Démission                                           |
|        | Libéral Démocrate |          | Diana Wallis          | Yorkshire and the Humber                                 | 1999                             | 2012                        | Démission                                           |
|        | Travailliste      |          | Mary Honeyball        | London                                                   | 2000                             | 2019                        | Retraité                                            |
|        | Sinn Féin         |          | Bairbre de Brún       | Northern Ireland                                         | 2004                             | 2012                        | Démission                                           |
|        | Libéral Démocrate |          | Fiona Hall            | North East England                                       | 2004                             | 2014                        | Retraité                                            |
|        | Libéral Démocrate |          | Sharon Bowles         | South East England                                       | 2005                             | 2014                        | Retraité                                            |
|        | Travailliste      |          | Glenis Willmott       | East Midlands                                            | 2006                             | 2017                        | Démission                                           |
|        | UKIP              |          | Marta Andreasen       | South East England                                       | 2009                             | 2013                        | Démission de l'UKIP                                 |
|        | Conservateur      | 2013     | Marta Andreasen       | South East England                                       | 2014                             | Vaincu                      |                                                     |
|        | Libéral Démocrate |          | Catherine Bearder     | South East England                                       | 2009                             | 2020                        | Le Royaume-Uni est sorti de l'UE                    |
|        | DUP               |          | Diane Dodds           | Northern Ireland                                         | 2009                             | 2020                        | Le Royaume-Uni est sorti de l'UE                    |
|        | Conservateur      |          | Vicky Ford            | East of England                                          | 2009                             | 2017                        | Démission                                           |
|        | Conservateur      |          | Julie Girling         | South West England                                       | 2009                             | 2018                        | Démission du Parti conservateur                     |
|        | Indépendant       | 2018     | Julie Girling         | South West England                                       | 2019                             | Retraité                    |                                                     |
|        | Conservateur      |          | Emma McClarkin        | East Midlands                                            | 2009                             | 2019                        | Vaincu                                              |
|        | UKIP              |          | Nikki Sinclaire       | West Midlands                                            | 2009                             | 2011                        | Expulsé de l'UKIP                                   |
|        | Indépendant       | 2011     | Nikki Sinclaire       | West Midlands                                            | 2014                             | Vaincu                      |                                                     |
|        | Conservateur      |          | Kay Swinburne         | Wales                                                    | 2009                             | 2019                        | Retraité                                            |
|        | Conservateur      |          | Marina Yannakoudakis  | London                                                   | 2009                             | 2014                        | Vaincu                                              |
|        | Conservateur      |          | Anthea McIntyre       | West Midlands                                            | 2011                             | 2020                        | Le Royaume-Uni est sorti de l'UE                    |
|        | Libéral Démocrate |          | Rebecca Taylor (en)   | Yorkshire and the Humber                                 | 2012                             | 2014                        | Retraité                                            |
|        | Sinn Féin         |          | Martina Anderson      | Northern Ireland                                         | 2012                             | 2020                        | Le Royaume-Uni est sorti de l'UE                    |
|        | Travailliste      |          | Lucy Anderson         | London                                                   | 2014                             | 2019                        | Retraité                                            |
|        | UKIP              |          | Janice Atkinson       | South East England                                       | 2014                             | 2015                        | Expulsé de l'UKIP                                   |
|        | Indépendant       | 2015     | Janice Atkinson       | South East England                                       | 2019                             | Retraité                    |                                                     |
|        | UKIP              |          | Louise Bours          | North West England                                       | 2014                             | 2018                        | Démission de l'UKIP                                 |
|        | Indépendant       | 2018     | Louise Bours          | North West England                                       | 2019                             | Retraité                    |                                                     |
|        | Green             |          | Molly Scott Cato      | South West England                                       | 2014                             | 2020                        | Le Royaume-Uni est sorti de l'UE                    |
|        | UKIP              |          | Jane Collins          | Yorkshire and the Humber                                 | 2014                             | 2019                        | Démission de l'UKIP                                 |
|        | Brexit Party      | 2019     | Jane Collins          | Yorkshire and the Humber                                 | 2019                             | Retraité                    |                                                     |
|        | Travailliste      |          | Anneliese Dodds       | South East England                                       | 2014                             | 2017                        | Démission                                           |
|        | Travailliste      |          | Theresa Griffin       | North West England                                       | 2014                             | 2020                        | Le Royaume-Uni est sorti de l'UE                    |
|        | UKIP              |          | Diane James           | South East England                                       | 2014                             | 2018                        | Démission de l'UKIP                                 |
|        | Brexit Party      | 2018     | Diane James           | South East England                                       | 2019                             | Retraité                    |                                                     |
|        | Travailliste      |          | Judith Kirton-Darling | North East England                                       | 2014                             | 2020                        | Le Royaume-Uni est sorti de l'UE                    |
|        | Travailliste      |          | Clare Moody           | South West England                                       | 2014                             | 2019                        | Vaincu                                              |
|        | UKIP              |          | Margot Parker         | East Midlands                                            | 2014                             | 2019                        | Démission de l'UKIP                                 |
|        | Brexit Party      | 2019     | Margot Parker         | East Midlands                                            | 2019                             | Retraité                    |                                                     |
|        | UKIP              |          | Julia Reid            | South West England                                       | 2014                             | 2019                        | Démission de l'UKIP                                 |
|        | Brexit Party      | 2019     | Julia Reid            | South West England                                       | 2019                             | Retraité                    |                                                     |
|        | UKIP              |          | Jill Seymour          | West Midlands                                            | 2014                             | 2019                        | Démission de l'UKIP                                 |
|        | Brexit Party      | 2019     | Jill Seymour          | West Midlands                                            | 2019                             | Retraité                    |                                                     |
|        | Travailliste      |          | Julie Ward            | North West England                                       | 2014                             | 2020                        | Le Royaume-Uni est sorti de l'UE                    |
|        | Travailliste      |          | Alex Mayer            | East of England                                          | 2016                             | 2019                        | Vaincu                                              |
|        | Conservateur      |          | Nosheena Mobarik      | Scotland                                                 | 2017                             | 2020                        | Le Royaume-Uni est sorti de l'UE                    |
|        | Alliance          |          | Naomi Long            | Northern Ireland                                         | 2019                             | 2020                        | Le Royaume-Uni est sorti de l'UE                    |
|        | Libéral Démocrate |          | Jane Brophy           | North West England                                       | 2019                             | 2020                        | Le Royaume-Uni est sorti de l'UE                    |
|        | Libéral Démocrate |          | Judith Bunting        | South East England                                       | 2019                             | 2020                        | Le Royaume-Uni est sorti de l'UE                    |
|        | Green             |          | Ellie Chowns          | West Midlands                                            | 2019                             | 2020                        | Le Royaume-Uni est sorti de l'UE                    |
|        | Green             |          | Gina Dowding          | North West England                                       | 2019                             | 2020                        | Le Royaume-Uni est sorti de l'UE                    |
|        | Brexit Party      |          | Claire Fox            | North West England                                       | 2019                             | 2020                        | Le Royaume-Uni est sorti de l'UE                    |
|        | Libéral Démocrate |          | Barbara Gibson        | East of England                                          | 2019                             | 2020                        | Le Royaume-Uni est sorti de l'UE                    |
|        | Brexit Party      |          | Lucy Harris           | Yorkshire and the Humber                                 | 2019                             | 2019                        | A quitté le Brexit Party, est devenu indépendant    |
|        | Indépendant       | 2019     | Lucy Harris           | Yorkshire and the Humber                                 | 2020                             | A rejoint les conservateurs |                                                     |
|        | Conservateur      | 2020     | 2020                  | Yorkshire and the Humber                                 | Le Royaume-Uni est sorti de l'UE |                             |                                                     |
|        | Travailliste      |          | Jackie Jones          | Wales                                                    | 2019                             | 2020                        | Le Royaume-Uni est sorti de l'UE                    |
|        | Brexit Party      |          | Christina Jordan      | South West England                                       | 2019                             | 2020                        | Le Royaume-Uni est sorti de l'UE                    |
|        | Brexit Party      |          | Belinda de Lucy       | South East England                                       | 2019                             | 2020                        | Le Royaume-Uni est sorti de l'UE                    |
|        | SNP               |          | Aileen McLeod         | Scotland                                                 | 2019                             | 2020                        | Le Royaume-Uni est sorti de l'UE                    |
|        | Brexit Party      |          | June Mummery          | East of England                                          | 2019                             | 2020                        | Le Royaume-Uni est sorti de l'UE                    |
|        | Libéral Démocrate |          | Lucy Nethsingha       | East of England                                          | 2019                             | 2020                        | Le Royaume-Uni est sorti de l'UE                    |
|        | Green             |          | Alexandra Phillips    | South East England                                       | 2019                             | 2020                        | Le Royaume-Uni est sorti de l'UE                    |
|        | Brexit Party      |          | Alexandra Phillips    | South East England                                       | 2019                             | 2020                        | Le Royaume-Uni est sorti de l'UE                    |
|        | Libéral Démocrate |          | Luisa Porritt         | London                                                   | 2019                             | 2020                        | Le Royaume-Uni est sorti de l'UE                    |
|        | Brexit Party      |          | Annunziata Rees-Mogg  | East Midlands                                            | 2019                             | 2019                        | A quitté le Brexit Party, est devenu un indépendant |
|        | Indépendant       | 2019     | Annunziata Rees-Mogg  | East Midlands                                            | 2020                             | A rejoint les conservateurs |                                                     |
|        | Conservateur      | 2020     | 2020                  | East Midlands                                            | Le Royaume-Uni est sorti de l'UE |                             |                                                     |
|        | Libéral Démocrate |          | Sheila Ritchie        | Scotland                                                 | 2019                             | 2020                        | Le Royaume-Uni est sorti de l'UE                    |
|        | Green             |          | Catherine Rowett      | East of England                                          | 2019                             | 2020                        | Le Royaume-Uni est sorti de l'UE                    |
|        | Libéral Démocrate |          | Caroline Voaden       | South West England                                       | 2019                             | 2020                        | Le Royaume-Uni est sorti de l'UE                    |
|        | Libéral Démocrate |          | Irina von Wiese       | London                                                   | 2019                             | 2020                        | Le Royaume-Uni est sorti de l'UE                    |
|        | Brexit Party      |          | Ann Widdecombe        | South West England                                       | 2019                             | 2020                        | Le Royaume-Uni est sorti de l'UE                    |
|        | SNP               |          | Heather Anderson      | Scotland                                                 | 2020                             | 2020                        | Le Royaume-Uni est sorti de l'UE                    |